# Krieger-Nelson-Preis
Der Krieger-Nelson-Preis (Krieger-Nelson Prize) ist ein von der Canadian Mathematical Society verliehener Mathematikpreis für Frauen. Die Preisträgerin sollte Verbindungen zu Kanada haben, zum Beispiel dort geboren oder auf die Universität gegangen sein oder an einer kanadischen Universität gearbeitet haben. Der Preis ist nach Cecilia Krieger (1984–1974), die an der University of Toronto lehrte, und Evelyn Nelson (1943–1987) von der McMaster University benannt.
Verbunden mit dem Preis ist ein Vortrag auf der Jahresversammlung der Canadian Mathematical Society.

## Preisträger
- 1995 Nancy Reid
- 1996 Olga Kharlampovich
- 1997 Cathleen Morawetz
- 1998 Catherine Sulem
- 1999 Nicole Tomczak-Jaegermann
- 2000 Kanta Gupta
- 2001 Lisa Jeffrey
- 2002 Priscilla Greenwood
- 2003 Leah Keshet
- 2005 Barbara Keyfitz
- 2006 Penny Haxell
- 2007 Pauline van den Driessche
- 2008 Izabella Laba
- 2009 Yael Karshon
- 2010 Lia Bronsard
- 2011 Rachel Kuske
- 2012 Ailana Fraser
- 2013 Chantal David
- 2014 Gail Wolkowicz
- 2015 Jane Ye
- 2016 Malabika Pramanik
- 2017 Stephanie van Willigenburg
- 2018 Megumi Harada
- 2019 Julia Gordon
- 2020 Sujatha Ramdorai
- 2021 Anita Layton
- 2022 Matilde Lalín
- 2023 Johanna G. Nešlehová
- 2024 Renate Scheidler
- 2025 Emmy Murphy[1]